# Марія Барраса
Марія де-лас-Ангелес Барраса Санчес (ісп. María de las Ángeles Barraza Sánchez; нар. 2 серпня 1978) — мексиканська борчиня вільного стилю, дворазова чемпіонка та срібна призерка Панамериканських чемпіонатів, бронзова призерка Центральноамериканських і Карибських ігор.

## Життєпис
Боротьбою почала займатися з 1997 року. 
Тренер — Абель Ернандес.

## Спортивні результати на міжнародних змаганнях

### Виступи на Чемпіонатах світу
| Змагання                        | Збірна  | Вагова категорія          | Місце |
| ------------------------------- | ------- | ------------------------- | ----- |
| Чемпіонат світу з боротьби 2000 | Мексика | жіноча боротьба, до 46 кг | 6     |
| Чемпіонат світу з боротьби 2002 | Мексика | жіноча боротьба, до 48 кг | 7     |

### Виступи на Панамериканських чемпіонатах
| Змагання                                   | Збірна  | Вагова категорія          | Місце  |
| ------------------------------------------ | ------- | ------------------------- | ------ |
| Панамериканський чемпіонат з боротьби 1997 | Мексика | жіноча боротьба, до 46 кг | Золото |
| Панамериканський чемпіонат з боротьби 1998 | Мексика | жіноча боротьба, до 46 кг | Срібло |
| Панамериканський чемпіонат з боротьби 2000 | Мексика | жіноча боротьба, до 46 кг | Золото |

### Виступи на Панамериканських іграх
| Змагання                  | Збірна  | Вагова категорія          | Місце |
| ------------------------- | ------- | ------------------------- | ----- |
| Панамериканські ігри 2003 | Мексика | жіноча боротьба, до 48 кг | 6     |

### Виступи на Центральноамериканських і Карибських іграх
| Змагання                                     | Збірна  | Вагова категорія          | Місце  |
| -------------------------------------------- | ------- | ------------------------- | ------ |
| Центральноамериканські і Карибські ігри 2002 | Мексика | жіноча боротьба, до 48 кг | Бронза |

### Виступи на Чемпіонатах світу серед студентів
| Змагання                                        | Збірна  | Вагова категорія          | Місце |
| ----------------------------------------------- | ------- | ------------------------- | ----- |
| Чемпіонат світу з боротьби серед студентів 2002 | Мексика | жіноча боротьба, до 48 кг | 5     |